# جين ريمون
جين ريمون (بالإنجليزية: Gene Raymond)‏ هو كاتب سيناريو وكاتب أغاني وممثل أمريكي، ولد في 13 أغسطس 1908 بنيويورك في الولايات المتحدة، وتوفي في 2 مايو 1998 بلوس أنجلوس في الولايات المتحدة بسبب ذات الرئة.

## وصلات خارجية
- جين ريمون على موقع IMDb (الإنجليزية)
- جين ريمون على موقع ألو سيني (الفرنسية)
- جين ريمون على موقع أول موفي (الإنجليزية)
- جين ريمون على موقع قاعدة بيانات برودواي على الإنترنت (الإنجليزية)
- جين ريمون على موقع قاعدة بيانات برودواي على الإنترنت (الإنجليزية)
- جين ريمون على موقع قاعدة بيانات الأفلام السويدية (السويدية)
- جين ريمون على موقع إن إن دي بي (الإنجليزية)
- جين ريمون على موقع قاعدة بيانات الفيلم (الإنجليزية)
- جين ريمون على موقع كينوبويسك (الروسية)